# Rabbijn

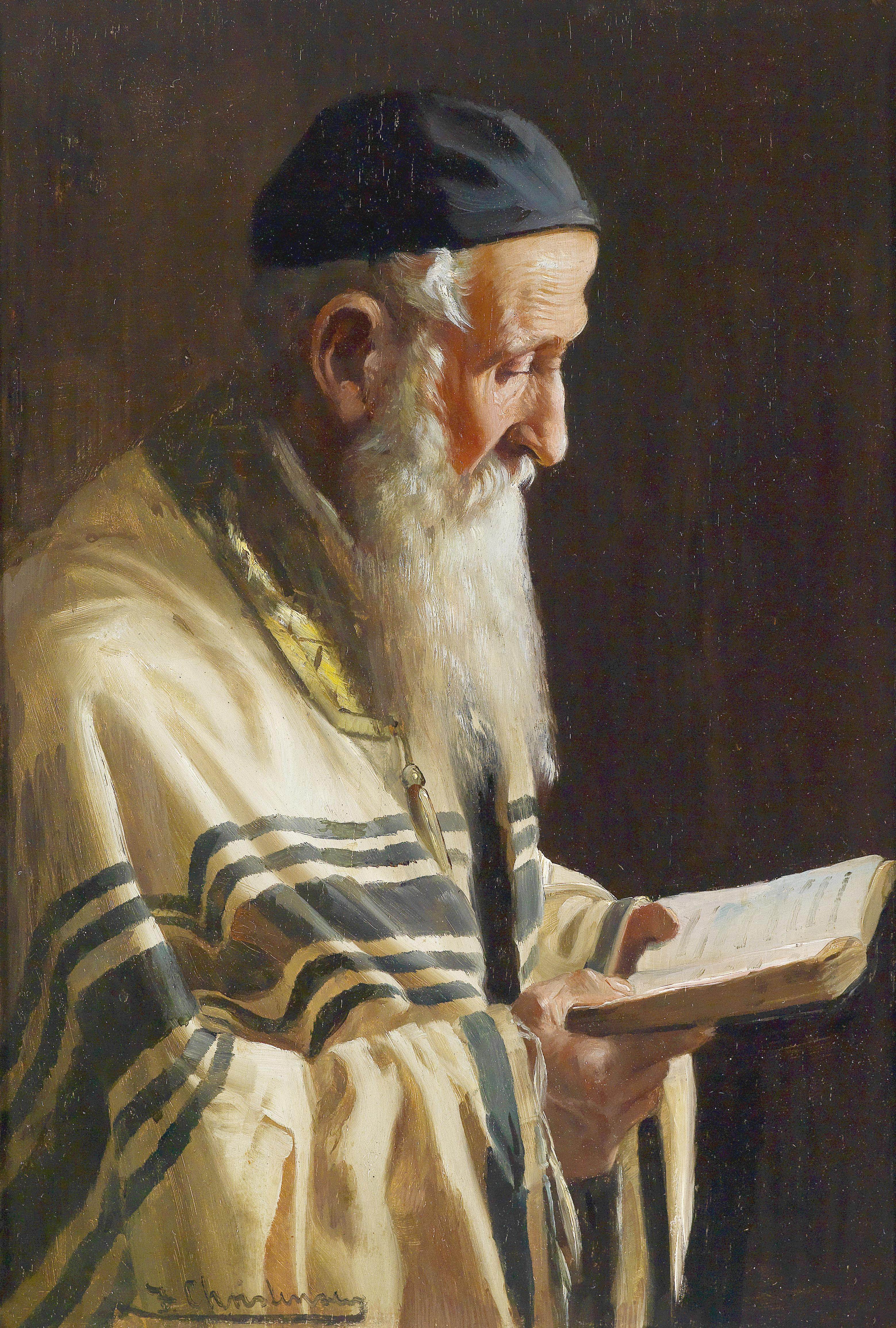
Rabbijn, rond 1900

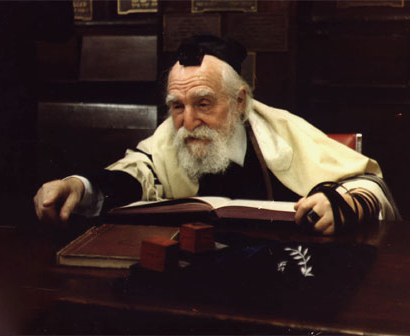
Rabbijn Moshe Feinstein (Orthodox jodendom)

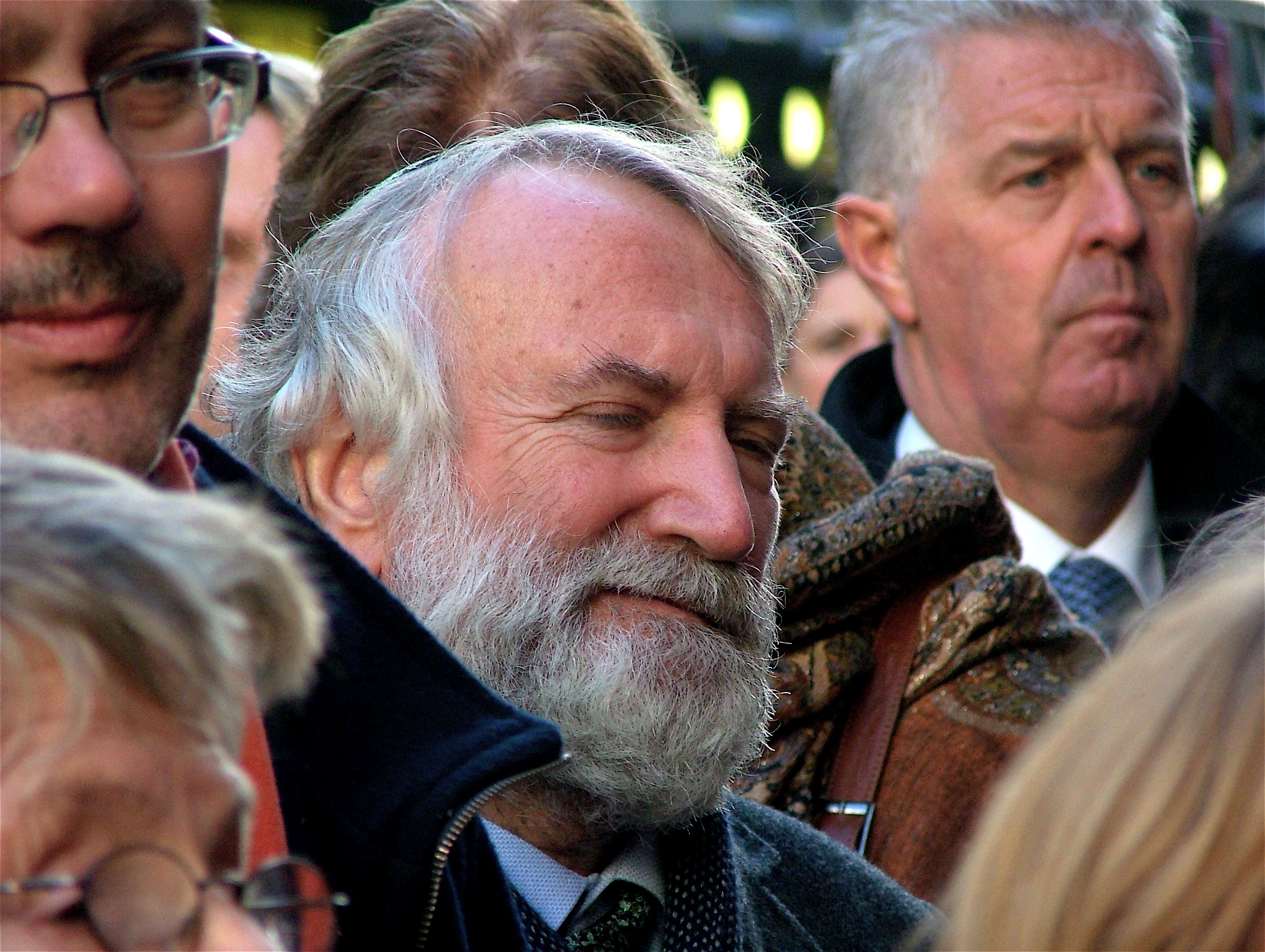
Rabbijn Awraham Soetendorp (Liberaal jodendom)

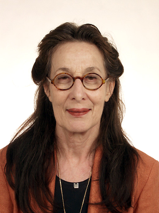
Eveline Goodman-Thau, Rabbijn in Oostenrijk

Een rabbijn of rabbi (Aramees: רַבִּי, rabī, Jiddisch: רבה, Rebeh) is een joodse geleerde die een expert is op het gebied van de halacha, de joodse wet. 'Rabbi' is een oud-Hebreeuwse term voor leraar. De moderne Hebreeuwse naam is רב, 'rav' wat letterlijk 'veel' of 'groot' betekent. 'Rabbi' in huidig Hebreeuws betekent Mijn meerdere / leraar'.
De term rabbijn wordt tegenwoordig algemeen gebruikt om de spirituele leider van een synagoge aan te duiden. Zijn voornaamste rol is die van spiritueel raadgever, leraar, kenner van de joodse wet en vandaaruit de persoon die geschillen aangaande de joodse wet beslist. Een rabbijn die zitting neemt in een Beet Dien (een joodse rechtbank) is vergelijkbaar met een rechter. Een rabbijn functioneert soms ook als chazan (voorzanger) in de synagoge en/of als ba'al koree (voordrager van de wekelijkse Thoralezing).
Veel joden die de studie tot rabbijn hebben afgerond, zijn niet als religieus leider werkzaam. De titel rabbijn is een academische en eretitel, vergelijkbaar met een doctorale graad. In formele zin duidt de titel alleen het bereiken van een niveau van studie aan, niet een beroep.

## Geschiedenis
De titel rabbijn wordt niet genoemd in de Thora. De voorganger van de rabbijn was de nasie. De Nasie wordt al vermeld in de tijd van Mozes. De eerste keer dat het woord voorkomt in joodse geschriften is in de Misjna. Heden ten dage zijn rabbijnen ook een soort van pastoors en gaan zij (bij gebrek aan officiële priesters) voor in joods gebed en ritueel, ofschoon deze functies volgens joodse wetgeving niet tot de taakomschrijving behoren.
Rabbijn is een Hebreeuwse term die gebruikt wordt als titel voor hen die uitzonderlijk geleerd zijn, hen die autoriteiten zijn op het gebied van de halacha, en voor hen die aangewezen zijn als spiritueel hoofd van hun gemeenschap. Het woord rabbijn is afgeleid van het Hebreeuwse woord rav, dat in Tenachisch Hebreeuws "groot" of "aanzienlijk" betekent. In de oude Judese scholen werden de hoogleraren aangeduid als "Rabbi" (mijn meester). Deze term van respect is langzamerhand verworden tot een titel waarin de aanwijzende postfix "i" (mijn) zijn betekenis verloor. In het Hebreeuws en Jiddisch wordt nog altijd de titel rav gebruikt.
De titel Rabbi werd gedragen door de geleerden van Israël die gewijd werden door de Sanhedrin, ingevolge de gebruiken die overgeleverd zijn van de Voorouders en werden opgedragen de taak van rechter in strafzaken te vervullen. Daarentegen was "rab" de titel van Babylonische geleerden, die door hun collega's gewijd werden. De eerste generaties rabbijnen hadden geen titels als "Rabban", "Rabbi" of "Rab" -- noch de Israëlische noch de Babylonische geleerden. Dit is nog altijd te zien aan het feit dat Hillel I, die afkomstig was uit Babylon, geen "Rabban" voor zijn naam heeft staan. Ook voor de Profeten geldt dat zij in eerste instantie alleen bij naam genoemd werden en niet "de profeet" genoemd werden, waaraan het parallelle gebruik bij Rabbijnen af te lezen valt. De titel werd in feite voor het eerst gebruikt in de tijd van het patriarchaat.
De titel werd voor het eerst gebruikt voor Rabban Gamaliël de oudere, Rabban Simeon (zijn zoon) en Rabban Jochanan ben Zakkai, allen patriarchen of voorzitter van de Sanhedrin. De titel "Rabbijn" raakte ook rond deze tijd in zwang bij degenen bij wie de handen opgelegd werden, zoals Rabbijn Zadok, Rabbijn Eliëzer ben Jacob en anderen en wordt gebruikt vanaf de tijd van de discipelen van Rabban Jochanan ben Zakkai. Tegenwoordig is de volgorde als volgt: "Rab" is de laagste titel, gevolgd door "Rabbijn". Daarna komt "Rabban". Alleen een naam zonder titel is het hoogste. Alleen de voorzitters van de Sanhedrin worden "Rabban" genoemd.

## De rol van de rabbijn na de val van de Tweede Tempel
Na de verwoesting van de Tweede Tempel door de Romeinen verdwenen zeer veel joden uit Israël in ballingschap. In deze tijd werd het een taak van de Rabbijn om het Joodse volk bij elkaar te houden en te voorkomen dat het zou assimileren in andere volkeren en zo zou ophouden te bestaan.
Het Joodse volk was verspreid en enkel het vanuit Jeruzalem bestuurbare San-Hedrien was niet meer genoeg om hen te leiden. De Rabbijnen werden lokaler. Iedere Rabbijn droeg de verantwoordelijkheid voor zijn gemeente. Hij moest ervoor zorgen dat alle sociale voorzieningen zoals onderwijs aanwezig en actief zouden zijn in zijn gemeente.

## Chassidische Rebbe
Rabbijnen treden niet op als tussenpersoon tussen de mens en God. Oorspronkelijk behoorde dit concept niet tot de joodse theologie. De opkomst van het chassidische jodendom heeft echter een stevige ontwikkeling veroorzaakt in de rol van de rabbijn. Binnen het chassidisme heeft iedere beweging een religieuze leider die "Rebbe" genoemd wordt. Zijn volgelingen zien hun Rebbe niet als tussenpersoon tussen hen en God, maar als iemand die een hogere graad van verbondenheid met God heeft en daardoor beter dan andere personen in staat is de gemeenschap in de juiste richting te leiden en individuele volgelingen te adviseren.
Zie ook het artikel Rebbe.

## Opleiding tot rabbijn
Normaal gesproken bereikt iemand semicha (rabbinale wijding) na het doorlopen van een zwaar programma van studie naar de joodse wetgeving en responsa.
- Om in aanmerking te komen tot een semicha binnen het traditioneel Jodendom moet men een doortastende kennis hebben in minimaal de volgende onderwerpen:
  - Hilchot Melicha (het koosjer bereiden van vlees) in de teksten van de Tur, Beth Yosef, Bach, Ramoh plus verklaringen van de Shach, Taz, Peri Megodiem en de laatste Halachische autoriteiten. (studietijd: ± een half jaar)
  - Hilchot Basar Bechalav (de wetten op het gebied van het verbod van melk en vlees) in bovengenoemde teksten plus bovengenoemde verklaringen. (studietijd: ± een jaar)
  - Hilchot Taruvot (de combinatie van Koosjer en niet Koosjer) in bovengenoemde teksten plus bovengenoemde verklaringen. (studietijd: ± een jaar)
  - Hilchot Shabbat in bovengenoemde teksten plus bovengenoemde verklaringen (plus Mishna Berura en Shulchan Aruch Harav). (studietijd: ± twee jaar)

- Om in aanmerking te komen voor een functie als Rabbijn zijn meestal ook de volgende onderwerpen vereist:
  - Hilchot Nisuien (de wetten van het joodse huwelijk). (studietijd: ± een half jaar)
  - Hilchot Gittin (de wetten over de joodse scheiding). (studietijd: ± een jaar)
  - het traktaat Choshen Mishpat (joods recht) (studietijd: ± drie jaar)
  - een stage bij een functionerende rabbijn (min. anderhalf jaar)
  - kennis op het gebied van joodse ethiek, moderne theologie en filosofie. (verschillend per opleidingsinstituut)

Om de opleiding te kunnen beginnen moet men zeer vloeiend zijn in het vertalen en verklaren van de Thora, Tenach, Misjna en Talmoed en Midrasj (een vooropleiding van 3 tot 6 jaar).
Een seculiere vooropleiding is niet nodig om het rabbinale seminarium te betreden. Om echter een functie te krijgen als Rabbijn is het meestal wel belangrijk.
- Het Masorti jodendom stellen mindere eisen, maar een gedegen studie van theologie en filosofie – traditioneel joodse en moderne. Vrouwen mogen rabbijn worden en ook voorzanger. Conservatieve rabbijnen leren minder Talmoed en Responsa dan hun traditionele broeders. Daarnaast stellen de Conservatieve seminaria normaal gesproken een seculiere vooropleidingseis op HBO-niveau en behoren pastorale zorg, psychologie, historie van het jodendom en academische beschouwing van de Bijbel tot de verplichte studie-onderdelen.

- Liberale joodse stromingen slaan een heel andere weg in. Vrouwen en mannen mogen rabbijn en voorzanger worden. Traditionele onderwerpen worden veel lichter behandeld – vier jaar Talmoed-studie bij deze stromingen staat ongeveer gelijk aan het eerste jaar bij de orthodoxe seminaria. Pastorale zorg, psychologie, historie van het jodendom, academische Bijbelleer, sociologie, culturele studies en moderne, joodse filosofie krijgen veel meer de nadruk en is te vergelijken met de opleiding tot pastoraal werker in het christendom. Verder is een vooropleiding op hbo-niveau vereist.

Liberale en conservatieve rabbijnen staan lijnrecht tegenover de centrale principes van het traditionele jodendom, en worden daarom door de traditionele rabbijnen niet erkend maar als onwetenden terzijde gesteld.